# 米内穂豊
米内 穂豊（よない すいほう、1893年5月4日 - 1970年9月18日）は、岩手県出身の日本画家。昔話の絵や物語の口絵で知られる。本名は米内貞雄。息子は米内義人。

## 経歴
小堀鞆音や尾竹国観に日本画を学び、鹿子木孟郎に洋画を学ぶ。
昭和29年の自衛隊創設時、軍艦旗が改められることになり図案の作成を依頼された。米内は反軍的な世論に考慮しつつも、「軍艦旗は黄金分割による形状、日章の大きさ、位置光線の配合など実に素晴らしいもので、これ以上の図案は考えようがない。それで、軍艦旗そのままの寸法で１枚書き上げた。お気に召さなければご辞退致します。画家としての良心が許しませんので」として、旧日本帝国海軍が用いていた通りのデザインで、現在の自衛艦旗となる旭日旗を描いたとされる。

## 作品
- 1937年『講談社の繪本 金太郎』（講談社）
- 1937年『講談社の繪本 源爲朝』（講談社）
- 1939年『講談社の繪本 大江山』（講談社）
- 1940年『講談社の繪本 辨慶と義經』（講談社）
- 1940年『子供のための傳記 二宮金次郎』（小学館）
- 1944年『トヨトミヒデヨシ』（講談社）
- 1950年『うらしまたろう』（児童図書出版社）
- 1951年『講談社の絵本 雷電為右衛門』（講談社）
- 1952年『講談社の一年生文庫 あらいはくせき』（講談社）
- 1952年『少年読物文庫 源平盛衰記』（同和春秋社）
- 1952年『日本名作物語 堤中納言物語』（同和春秋社）
- 1953年『講談社の絵本 弁慶』（講談社）
- 1953年『おひさまえほん 一寸法師』（東文堂）
- 1953年『おひさまえほん さるとかに』（東文堂）
- 1954年『世界名作全集 弓張月』（講談社）
- 1954年『少年読物文庫 鎮西八郎為朝外伝 弓張月』（同和春秋社）
- 1954年『講談社の絵本 養老の滝と姨捨山』（講談社）
- 1954年『講談社の絵本 源義経』（講談社）
- 1955年『世界伝記全集 親鸞』（講談社）
- 1955年『世界伝記全集 日蓮』（講談社）
- 1955年『名作物語文庫 義経物語』（講談社）
- 1956年『目でみる日本史物語 原始時代』（偕成社）
- 1956年『講談社の絵本 唐琴童子』（講談社）
- 1957年『絵ときれきし日本のあゆみ 新しい日本 幕末維新から現代まで』（偕成社）
- 1958年『少年少女日本名作物語全集 源平盛衰記』（講談社）
- 1958年『少年少女日本歴史小説全集 風雲関ケ原』（講談社）
- 1958年『講談社の絵本 源平のたたかい』（講談社）
- 1959年『講談社の絵本 ゴールド版 花さかじいさん』（講談社）
- 1959年『児童伝記全集 おしゃかさま』（偕成社）
- 1959年『少年読物文庫 常山紀談物語 戦国の武士』（同和春秋社）
- 1961年『講談社の絵本 ゴールド版 曽我物語』（講談社）
- 1962年『おはなし文庫 さいごうたかもり』（ポプラ社）
- 1962年『ジュニア版伝記全集 福沢諭吉』（小学館）
- 1962年『世界名作童話全集 日本むかしばなし 日本古典』（ポプラ社）
- 1964年『講談社の絵本 クラウン版 いなばの白うさぎ』（講談社）
- 1964年『世界名作童話全集 天女のはごろも 日本古典』（ポプラ社）
- 1965年『古典文学全集 平家物語』（ポプラ社）
- 1966年『古典文学全集 曽我物語』（ポプラ社）
- 1968年『版世界の童話 日本の神話』（小学館）